# Nilssonia nigricans
Nilssonia nigricans, previamente colocado no género Aspideretes) é uma das espécies de tartarugas de água doce que se pode encontrar na Índia (Assam) e no Bangladesh (Chittagong e Sylhet). Há muito que se acredita que se origina do cruzamento de A. gangeticus ou N. gangeticus ou de A. hurum ou N. hurum, mas, enquanto ela é um parente próximo deste último, é uma espécie distinta. Acreditava-se que esta espécie havia sido extinta, mas foi descoberto que um templo hindu mantinha em segredo alguns destes animais, que eram alimentados pelos guardiões do templo. 